# Tonantius Ferreolus (senator)
Tonantius Ferreolus (ca. 450 - na 517) was een Gallo-Romeins politicus. Hij was de zoon van Tonantius Ferreolus en Papianilla. Hij was getrouwd met Industria, vermoedelijk dochter van Flavius Probus (zoon van Flavius Magnus) en Eulalia (dochter van Thaumastus).
Het is bekend dat hij in 469 en in 475 te Rome verbleef. Van 479 tot 517 was hij senator van Narbonne, van 507 tot 511 was hij ook senator van Rome. In 517 wordt hij bezocht door zijn neef, bisschop Appolinaris van Valence.
Er wordt meerdere malen over hem geschreven door de bekende briefschrijvers van zijn tijd, zoals Sidonius Apollinaris. Daarin wordt een beeld geschetst van het beschaafde leven dat de Gallo-Romeinse elite in die tijd nog probeerde voort te zetten terwijl het West-Romeinse Rijk ten onder ging.`
Samen met Industria had hij een zoon, Ferreolus van Rodez, senator van Narbonne en Rodez. Als een van zijn achterkleinkinderen geldt Arnoald, zoon van Ansbert, een Gallo-Romeins edelman, en zijn vrouw Bilichilde. Via Ansbert was Arnoald achterkleinzoon van Tonantius Ferreolus en van Cloderic.